# 黄色 (歌曲)
《黄色》（英語：Yellow）是英國另類搖滾樂團酷玩樂團的一首歌曲。由樂團譜曲填詞，並與英國專輯製作人肯·尼爾森共同製作，收錄於樂團的首張專輯《降落傘》中。《黄色》歌詞以主唱克里斯·馬汀的單戀經驗為藍本，歌曲音景則以多種音樂儀器交錯使用堆砌而成。
《黄色》是繼《Shiver》後，《降落傘》專輯的第二張單曲，於2000年7月發行。單曲成功登上英國單曲排行榜第四名，同時也是酷玩樂團首度打入英國排行榜前五名的歌曲。
该曲中文版由中国歌手郑钧演唱，取名《流星》，是2001年台湾电视剧《流星花园》的插曲。后来，美籍华裔歌手何光玥在2018年美国电影《瘋狂亞洲富豪》中翻唱该曲。

## 曲目
1. "Yellow" – 4:29
2. "Help Is Round the Corner" – 2:38
3. "No More Keeping My Feet on the Ground" – 4:33

## 排行榜
| 排行榜 (2000-2001)         | 排名 |
| -------------------------- | ---- |
| 澳洲ARIA單曲排行榜         | 5    |
| 法國單曲排行榜             | 96   |
| 愛爾蘭單曲排行榜           | 9    |
| 紐西蘭RIANZ單曲排行榜      | 23   |
| 英國單曲排行榜             | 4    |
| 美國告示牌熱門100          | 48   |
| 美國告示牌熱門現代搖滾歌曲 | 6    |

## 外部連結
- 酷玩樂團官方網站*（页面存档备份，存于）